# Skurcz mięśnia
Skurcz mięśnia – zmiana długości lub napięcia mięśnia, wywierająca siłę mechaniczną na miejsca przyczepu mięśnia lub wokół narządu otoczonego przez mięsień okrężny (np. mięsień okrężny ust). Poruszanie się organizmu możliwe jest dzięki synchronizowanemu skurczowi różnych grup mięśniowych. 
W przypadku mięśni szkieletowych skurcz jest efektem potencjałów powstałych w mózgu w korze ruchowej. Skurcz mięśni gładkich oraz tkanki mięśniowej typu sercowego odbywa się bez udziału woli, jednak niższe elementy ośrodkowego układu nerwowego wywierają znaczny wpływ na powstawanie i modyfikację siły skurczu.
Skurcze mięśni dzielimy na:
- izotoniczny – gdy zmienia się długość mięśnia przy stałym poziomie napięcia mięśniowego (wynikiem skurczu jest ruch)
- izometryczny – wzrasta napięcie mięśnia przy stałej długości (wynikiem nie jest ruch ale utrzymanie części ciała w stałym położeniu np. odkręcanie mocno przykręconych śrub, stanie, trzymanie ciężarów); skurcz ten nazywany jest także skurczem izotermicznym, ze względu na utrzymanie ciepłoty ciała (dreszcze)
- auksotoniczny – zmiana długości i napięcia mięśni (np. przy chodzeniu, bieganiu)

Podział ze względu na częstotliwość docierających do mięśnia impulsów nerwowych:
- tężcowy – jeżeli impulsy docierają w czasie krótszym niż zdąży nastąpić rozkurcz mięśnia np. skurcze mięśni żwaczy (szczękościsk), skurcz mięśni twarzy (uśmiech sardoniczny), napadowe skurcze tężcowe mięśni karku
- tężcowy niezupełny – jeżeli impulsy docierają do mięśnia w czasie dłuższym niż skurcz – kiedy mięsień zaczyna się już rozkurczać. Jest to fizjologiczny typ skurczu i takimi skurczami działają wszystkie mięśnie człowieka przez większość czasu
- skurcz mięśnia tężcowy zupełny – występuje, gdy bodźce pobudzają mięsień w odstępach czasu krótszych niż trwa skurcz pojedynczy, czyli zanim rozpocznie się rozkurcz; mięsień cały czas jest w okresie skurczu
- pojedynczy – wywołany przez pojedynczy impuls nerwowy lub elektryczny, trwa od kilku do kilkudziesięciu milisekund. Po skurczu następuje rozkurcz mięśnia; odstępy między impulsami są duże, większe niż czas trwania całego pojedynczego skurczu

## Skurcz mięśni szkieletowych

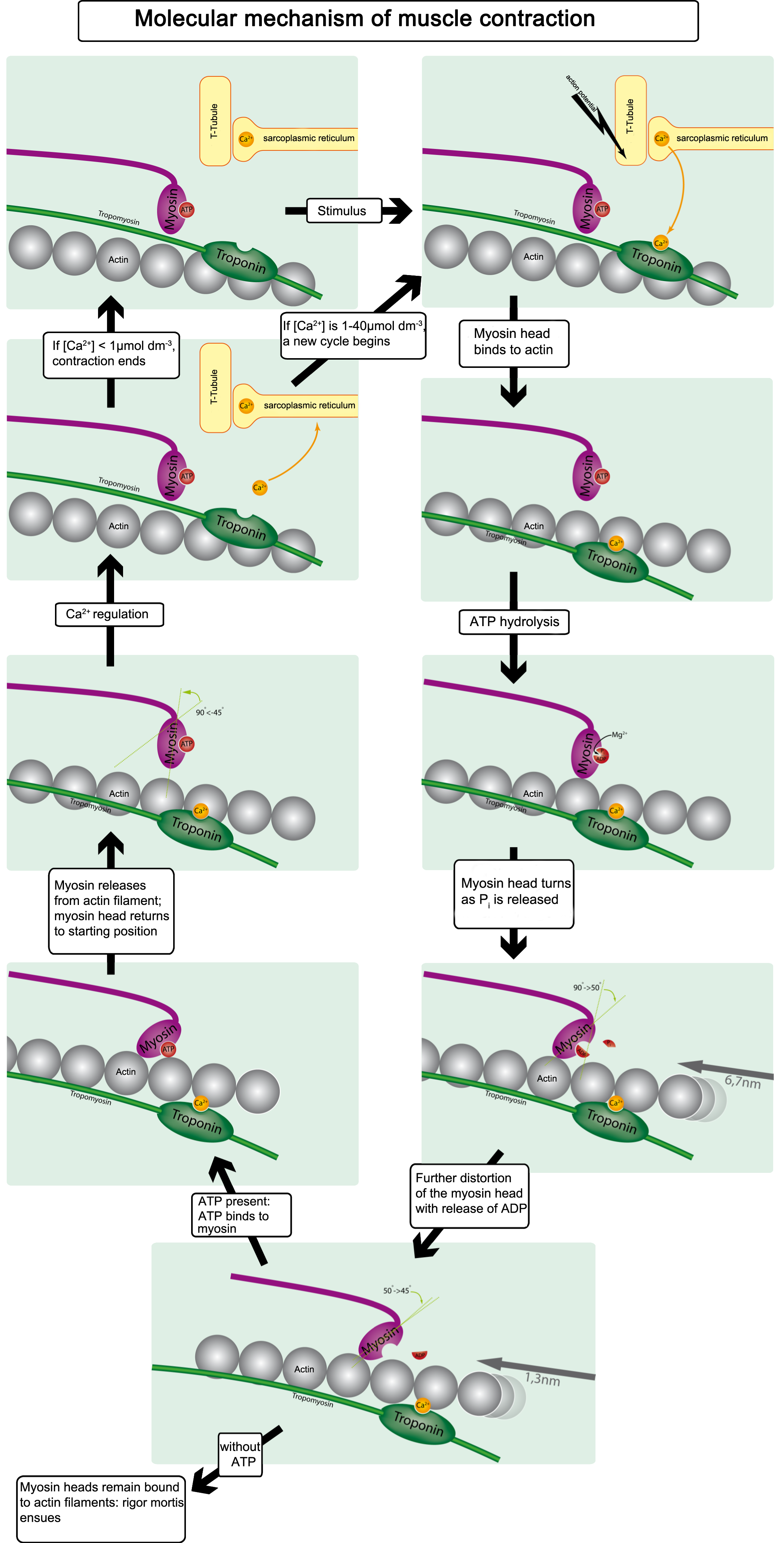
Mechanizm skurczu mięśnia szkieletowego en

- potencjał czynnościowy osiąga akson neuronu ruchowego
- potencjał czynnościowy aktywuje kanały wapniowe zależne od napięcia zlokalizowane w błonie komórkowej aksonu co powoduje gwałtowne wnikanie jonów wapnia Ca2+ do wnętrza komórki
- pod wpływem kaskady sygnałowej uruchomionej zwiększonym stężeniem wapnia, pęcherzyki zawierające acetylocholinę łączą się z błoną komórkową uwalniając neurotransmiter do szczeliny płytki nerwowo-mięśniowej
- acetylocholina dyfunduje przez szczelinę, łącząc się na jej drugim końcu z receptorami nikotynowymi, co powoduje otwarcie kanałów sodowych i potasowych zlokalizowanych w błonie komórkowej miocytu. Przewaga jonów sodu powoduje depolaryzację błony komórkowej i powstanie dodatniego potencjału czynnościowego
- pod wpływem potencjału czynnościowego retikulum endoplazmatyczne komórki mięśniowej uwalnia jony wapnia
- jony wapnia łączą się z białkiem troponiną połączoną z aktyną i tropomiozyną. Troponina zmienia konfigurację przestrzenną tropomiozyny, co doprowadza do odsłonięcia miejsc kontaktu znajdujących się na włóknie aktynowym, umożliwiając przyłączenie się miozyny
- główki miozyny po połączeniu z aktyną, pod wpływem ADP przesuwają się, doprowadzając do przemieszczenia się włókienek względem siebie
- główki miozyny pod wpływem ATP odłączają się od aktyny
- etap 7. i 8. powtarzane są cały czas, kiedy obecne są jony wapnia
- wapń jest aktywnie wpompowywany z powrotem do zbiorników retikulum endoplazmatycznego przez tzw. pompę wapniową (Ca/ATP-aza) Tropomiozyna wraca do pierwotnej konfiguracji, blokując miejsca wiązania miozyny na aktynie

Po śmierci zapas ATP spada do zera. Przestaje funkcjonować pompa wapniowa i w sarkoplazmie utrzymywane jest wysokie stężenie jonów Ca2+. Dochodzi do skurczu pośmiertnego. Dopiero po rozkładzie białek kurczliwych następuje rozluźnienie mięśni i skurcz pośmiertny ustaje.

## Skurcz mięśni gładkich
- skurcz inicjowany jest przez napływ jonów wapnia do wnętrza komórki, które następnie łączą się z białkiem kalmoduliną
- kompleks wapń-kalmodulina łączy się i aktywuje kinazę lekkich łańcuchów miozyny
- kinaza lekkich łańcuchów miozyny dokonuje fosforylacji lekkich łańcuchów miozyny, przez co zmienia ich konfigurację przestrzenną, umożliwiając przyłączenia się filamentów aktynowych; następuje skurcz